# Pstropiór białoczelny
Pstropiór białoczelny (Arborophila gingica) – gatunek średniej wielkości ptaka z podrodziny pstropiórów (Rollulinae) w rodzinie kurowatych (Phasianidae). Endemit południowo-wschodnich Chin. Przez IUCN uznawany za bliski zagrożenia wyginięciem (NT).

## Taksonomia
Gatunek po raz pierwszy zgodnie z zasadami nazewnictwa binominalnego opisał Johann Friedrich Gmelin w 1789 roku w 13. edycji linneuszowskiego Systema Naturae. Autor nadał mu nazwę Tetrao gingicus; błędnie wskazał jako miejsce typowe miasto Gingi na Wybrzeżu Koromandelskim (Półwysep Indyjski), w rzeczywistości były to południowo-wschodnie Chiny. Wcześniej gatunek ten opisali Pierre Sonnerat w 1782 roku pod francuską nazwą Perdrix de Gingi i John Latham w 1783 roku pod angielską nazwą Gingi Partridge, i to na ich pracach opierał się Gmelin, sporządzając swój opis.
Obecnie IOC zalicza pstropióra białoczelnego do rodzaju Arborophila. Wcześniej takson ten uznawany był za monotypowy, jednak w 2008 roku chińscy naukowcy Zhou i Jiang na podstawie różnic w wyglądzie wyodrębnili osobny podgatunek nazwany A. g. guangxiensis. Odrębność podgatunku potwierdziły późniejsze badania genetyczne.

### Etymologia
- Arborophila – od dwóch słów: z łacińskiego arboris = drzewo i z greckiego φιλος philos = wielbiciel, miłośnik[10],
- gingica – epitet gatunkowy nadany na cześć miasta Gingi. Błędnie uznawano, że ptak stamtąd pochodzi[11].

### Filogeneza
Przeprowadzono badania nad ptakami z rodzaju Arborophila. W tym celu przebadano DNA mitochondrialne u 14 gatunków ptaków, w przypadku 6 gatunków były to okazy muzealne. Przypuszcza się, że przodkowie tych ptaków skolonizowali Azję przybywszy z Afryki; do południowo-wschodniej Azji dotarli we wczesnym miocenie, lecz rodzaj Arborophila oddzielił się nieco później (pliocen – plejstocen). Naukowcy uzyskali kladogram.

## Morfologia
Długość ciała od 28 do 30 cm, masa ciała do 253 g, w niewoli do 320 g. Cechą rozpoznawczą gatunku jest białe czoło oraz czarno-biała obroża na szyi. Czerwona obwódka oka. Czerwone są także nogi. Płcie są bardzo podobne, samce jednak są zwykle większe, mimo to brak dymorfizmu płciowego. Wierzch ciała (gardło, okolice uszu) są pomarańczowe, brzuch jest jasnoszary. Na skrzydłach jasne pasy, które rzucają się w oczy. Krótkie sterówki ogona. Podgatunek guangxiensis ma czoło w kolorze kasztanowym.

## Zasięg występowania
Gatunek endemiczny dla Chin. Występuje w południowo-wschodniej części kraju w prowincjach Zhejiang, Fujian, Jiangxi i Guangdong oraz regionie autonomicznym Kuangsi. Poszczególne podgatunki zamieszkują:
- A. g. gingucus – południowo-wschodnie Chiny
- A. g. guangxiensis – Kuangsi (południowo-środkowe Chiny)

## Ekologia i zachowanie

### Środowisko
Zamieszkuje lasy liściaste, mieszane, ale także iglaste, bogate w bambus (Bambusa), żeruje w zaroślach. Ogranicza się do obszarów gęsto zalesionych, gdzie w ciągu dnia przebywa na ziemi w gęstym podszyciu, ale gnieździ się wspólnie na drzewach. Występuje na wysokości od 150 do 1900 m n.p.m. Badania z 2010 roku udowodniły, że ptaki żerują na stokach o nachyleniu 20° – 44°. Na stokach występowały takie rośliny, jak bambusy z gatunku Phyllostachys edulis, Indosasa shibataeoides oraz iglak z gatunku Cunninghamia lanceolata. Ptaki częściej zamieszkiwały lasy z domieszką bambusa Indosasa shibataeoides, w lasach z domieszką dwóch pozostałych roślin pstropióry białoczelne były rzadsze.

### Głos
Jest to ptak skryty, jednak bardzo wokalny. Samce wydają ostrzegawcze odgłosy tj. „łup” przez około 2–3 sekundy. Czasem wydają szybkie ostrzegawcze „ko-kułi”. Poza okresem godowym ptaki wydają różnego rodzaju gwizdy (zwłaszcza samce), zdarza się, że para w obronie terytorium wydaje różne okrzyki. Przeważnie się odzywa wieczorem, rzadziej o poranku.  

### Lęgi
Podobnie jak inne grzebiące (Galliformes) ptak ten gnieździ się na ziemi. Jest więc podatny na ataki drapieżników. W okresie lęgów preferuje tereny mniej zalesione, natomiast w okresie pozalęgowym woli tereny bardziej zalesione. Podobnie jest w przypadku kiśćca srebrzystego (Lophura nycthemera). Samica składa od 5 do 7 jaj i inkubuje je przez 23 dni (w niewoli). Okres lęgowy trwa od kwietnia do maja, choć osobniki w niewoli w Chinach rozmnażają się od lutego do nawet sierpnia.

## Status
Międzynarodowa Unia Ochrony Przyrody (IUCN) uznaje pstropióra białoczelnego za gatunek bliski zagrożenia (NT – Near Threated) nieprzerwanie od 2012. Liczebność populacji szacowana jest na 10 000 – 19 999 osobników dorosłych. Jej trend uznawany jest za spadkowy. Wcześniej gatunek był uznawany za narażony (VU – Vulnerable), zmiana statusu zagrożenia wynikła stąd, że gatunek jest szerzej rozpowszechniony, niż wcześniej sądzono, a tym samym wcześniejsze oszacowania liczebności były zaniżone. Pstropiórowi białoczelnemu zagrażają polowania oraz degradacja i fragmentacja siedlisk. Zagęszczenie tych ptaków na km² wynosi od 2 do 8 osobników (według szacunków Brazila z 2009).
Gatunek chroniony w rezerwacie Matoushan razem z takimi zwierzętami jak serau chiński (Capricornis milneedwardsii), niedźwiedź himalajski (Ursus thibetanus), kiściec srebrzysty (Lophura nycthemera), wężojad czubaty (Spilornis cheela), krogulec orientalny (Accipiter virgatus) oraz sędzioł czerwonogłowy (Harpactes erythrocephalus). 